# Gin sour
Il Gin sour è un cocktail a base di gin.

## Composizione
- 2/3 gin (2 once, 6 cl)
- 1/3 succo di limone (1 oncia, 3 cl)
- 1 spruzzo di Gum Syrup

## Preparazione
Shakerare ed aggiungere mezza fetta di arancia.In alternativa può essere aggiunto del bianco d'uovo o soda water.